# Долења Требуша
Долења Требуша (словен. Dolenja Trebuša, итал. Tribussa di Monte Sanvito) је насељено место у општини Толмин, Горишка регија, Словенија.

## Историја
До територијалне реорганизације у Словенији била је у саставу старе општине Толмин.

## Становништво
У попису становништва из 2011. године, Долења Требуша је имала 286 становника.
| Број становника према пописима | Број становника према пописима | Број становника према пописима |
| ------------------------------ | ------------------------------ | ------------------------------ |
| 1991                           | 2002                           | 2011                           |
| 291                            | 274                            | 286                            |

## Галерија
- мост на Идријци
- Матевжев млин